# Ivcsenko AI–14

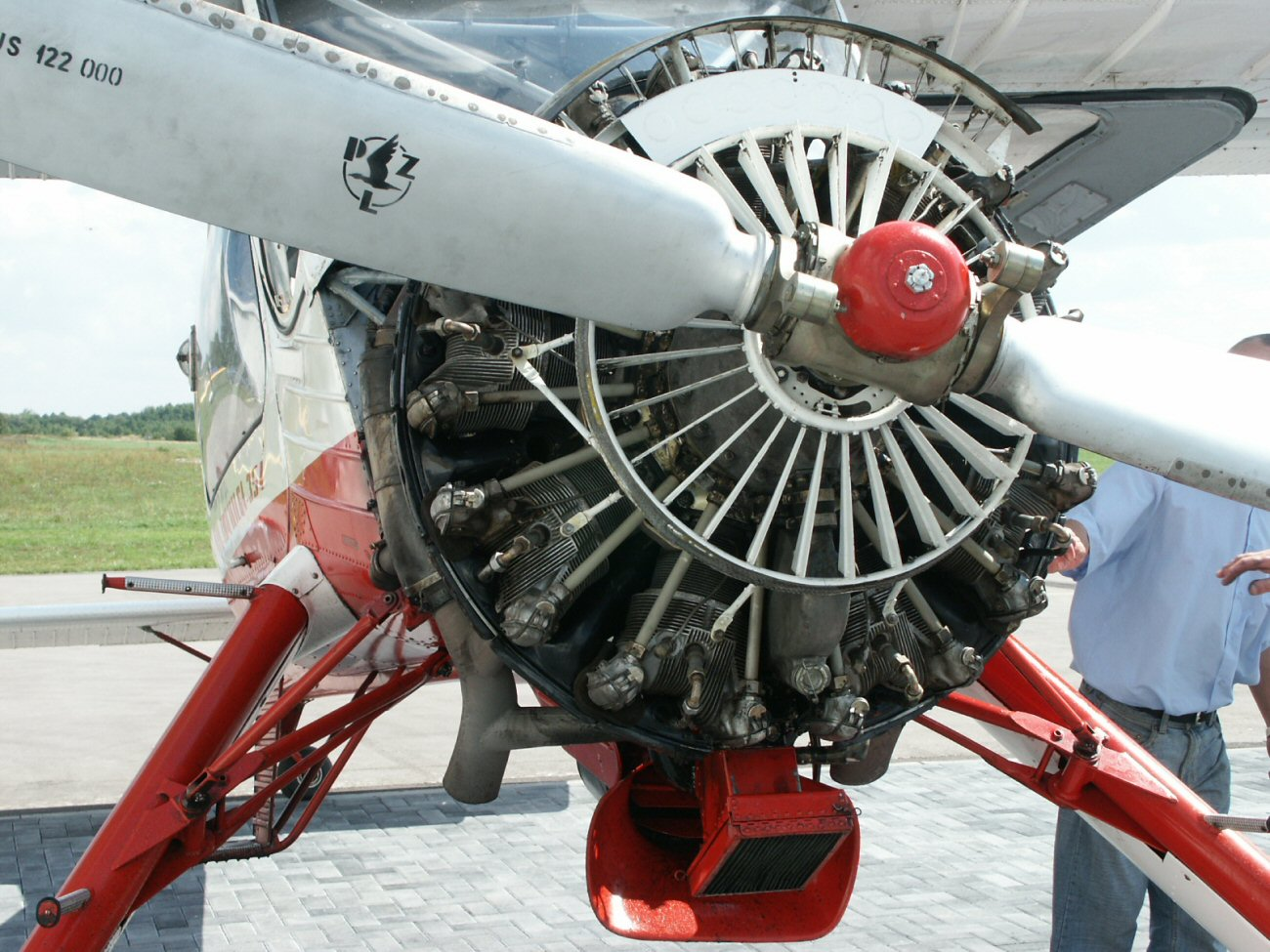
Az AI–14R lengyel gyártású változata PZL–104 Wilga repülőgépbe építve

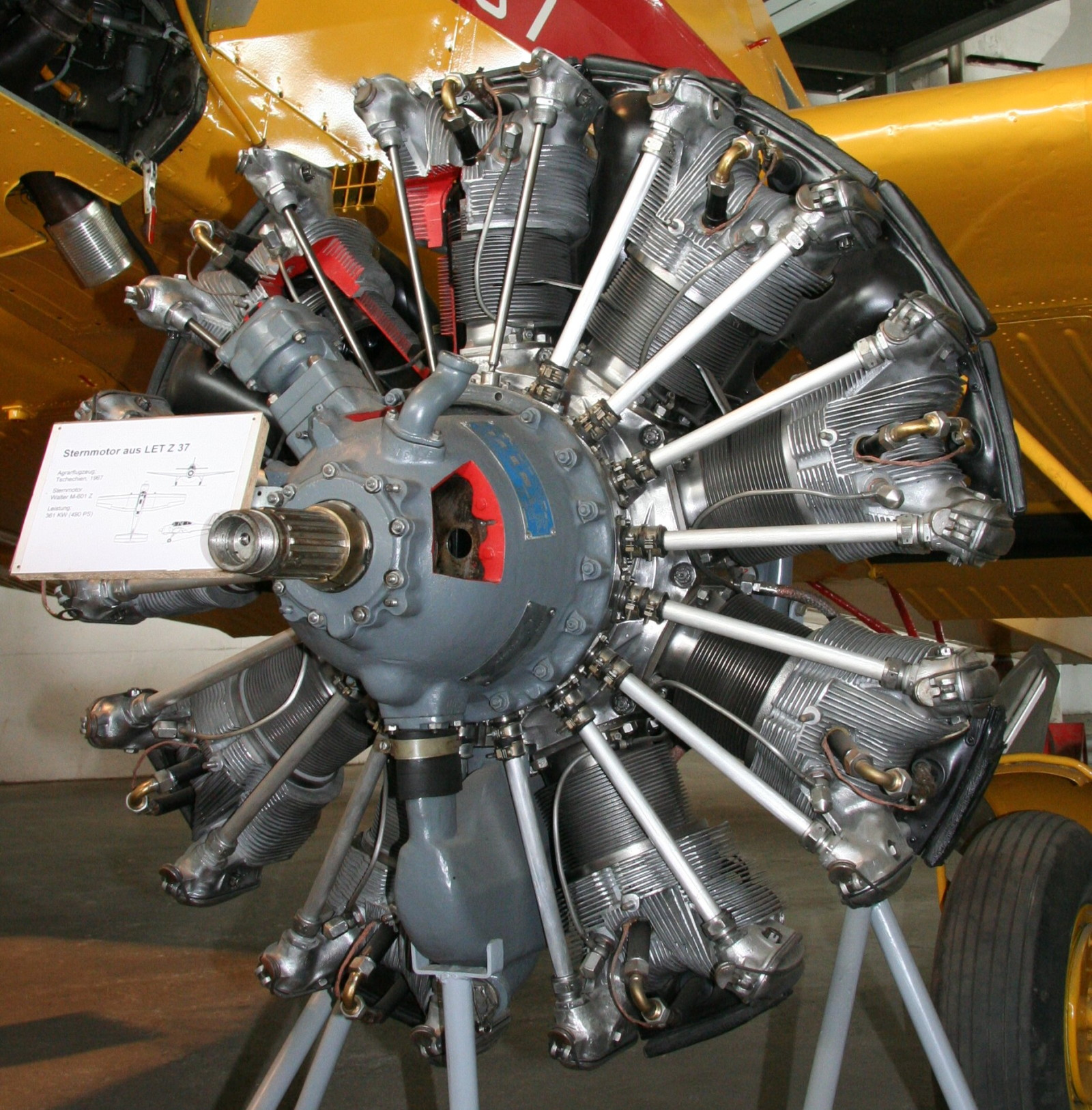
Az Avia M462RFZ csehszlovák licencváltozat

Az Ivcsenko AI–14 (oroszul: АИ–14) a Szovjetunióban kifejlesztett kilenchengeres, egykoszorús, léghűtéses csillagmotor.
A motort az Alekszandr Ivcsenko vezetése alatt álló, zaporizzsjai OKB–478 tervezőirodában fejlesztették ki 1948-ban, eredetileg az An–14 repülőgép számára. A motor főkonstruktőre I. M. Vegyenyejev volt. Tervezése során az M–48 és M–49 kísérleti motorokkal szerzett tapasztalatokból indultak ki.
Az alapváltozat 176 kW (240 LE) teljesítményű volt. Sorozatgyártása a Voronyezsi Gépgyárban folyt. A legelterjedtebb változata a reduktorral ellátott 194 kW (260 LE) teljesítményű AI–14R, amelyet 1950 decemberétől gyártottak. Az An–14-en kívül a Jak–12 és a Jak–18 repülőgépeken alkalmazták, tipikusan kéttollú légcsavarral. A motorokon sűrített levegős indítást alkalmaztak. Helikopterekhez szánt változatát is kialakították, az AI–14V és növelt teljesítményű változatát, az AI–14VF-t a Ka–15-be és a Ka–18-ban építették. A merevszárnyú gépekhez készített változatoktól eltérően ezek saját hűtőventilátorral rendelkeztek.
A Szovjetunión kívül Lengyelországban és Kínában licenc alapján gyártják még napjainkban. Lengyelországban a WSK PZL-Kalisz vállalatnál 1956-ban indult el az AI–14R sorozatgyártása, amely az AI–14RA típusjelet kapta. A lengyel gyártású motorokat a PZL–101 Gawron és PZL–104 Wilga repülőgépeken alkalmazzák. Csehszlovákiában Avia M462 típusjelzéssel gyártották és a Z–37 Čmelák mezőgazdasági repülőgépen alkalmazták.
Kínában Housai HS–6 típusnévvel gyártják és a Jak–18 kínai másolatán, a Nanchung CJ–6 gyakorló repülőgépen alkalmazzák. A kínai változat teljesítménye 212 kW (285 LE).
A motort Vegyenyejev továbbfejlesztette és modernizálta, és az így kialakított, feltöltővel ellátott AI–14RF változat maximális teljesítménye már elérte a 224 kW-ot (300 LE), ez szolgált alapul a Vegyenyejev M–14 motorcsaládhoz.

## Típusváltozatok
- AI–14 – 176 kW-s (240 LE) alapváltozat
- AI–14V – az AI–14, Ka–15 helikopteren alkalmazott változata
- AI–14VF – az AI–14V 205 kW-ra (280 LE) növelt teljesítményű változata, 1960-tól gyártották, a Ka–18 helikopteren alkalmazták. 1960–1962 között 622 darabot gyártottak.[1]
- AI–14R – a Jak–12-n használt 191 kW (260 LE) teljesítményű változat
- AI–14R2 – az An–14 első változatán használt motor
- AI–14RA – Lengyelországban gyártott változat, a PZL–101 Gawron és PZL–104 Wilga repülőgépeken használják
- AI–14RF (M–14) – 220 kW-ra (300 LE) növelt teljesítményű változat, az An–14A, Jak–12B és Jak–18A repülőgépeken alkalmazták
- Avia M462 – Csehszlovákiában gyártott licencváltozat, melyet a Z–37 Čmelák mezőgazdasági repülőgépen használtak

## Műszaki adatok (AI–14R)
- Hengerek száma: 9
- Hengerűrtartalom: 10,2 l
- Furat: 130 mm
- Löket: 105 mm
- Maximális teljesítmény: 194 kW (260 LE)
- Névleges teljesítmény: 161 kW (220 LE)